# Ana Guardia
Ana Guardia (nacida el 12 de noviembre de 1990) es una futbolista panameña que juega como defensora.

## Trayectoria
Dedicada toda su vida a jugar fútbol, participó de clubes como Once Universitarias Ulacit, Atlético Nacional, Cosmos, Guardia ha jugado para la SD Atlético Nacional de Panamá. En el 2019 jugó con el Tauro FC la Torneo Apertura 2019 LFF.

## Selección nacional
Guardia fue internacional con Panamá en los Juegos Centroamericanos de 2013 .